# 1988년 하계 올림픽 나라별 기수
1988년 하계 올림픽 개막식 중 선수 입장 행사에서는 올림픽에 참가하는 국가의 선수단이 자국의 국기를 앞세워 입장하였다. 국기를 든 기수는 해당 국가 올림픽 위원회 또는 선수단에서 선택한 각 국가의 선수였다.

## 입장 순서
근대 올림픽의 최초 개최지로서 그리스가 제일 먼저 입장하였으며, 대한민국은 개최국으로 마지막에 입장하였다. 나머지 국가는 국제 올림픽 위원회의 지침에 따라 개최국의 언어인 한국어의 문자 순서(가나다순)에 따라 입장하였다.
대부분 국가는 국명을 그대로 사용하였으나, 정치적 문제로 인해 다른 이름을 사용한 사례가 있다. 중화민국(대만)은 차이니즈 타이페이라는 이름으로 "타"에 맞추어 입장하였으며, 중화인민공화국(중국)은 "중"에 맞추어 입장하였다.
"이" 근방에서는 국가 간의 분쟁으로 인해 순서가 상당수 바뀌었다. 가나다순에 따르면 이라크 → 이란 → 이스라엘 → 이집트 → 이탈리아 → 인도 → 인도네시아 → 일본으로 이어지나, 이란은 뒤로 3번, 이스라엘은 뒤로 5번 옮겨 둘 사이에 두 나라가 들어가게끔 조정되었다. 최종적인 입장 순서는 이라크 → 이집트 → 이탈리아 → 인도 → 이란 → 인도네시아 → 일본 → 이스라엘이었다.
또한 일부 국가의 입장 순서는 가나다순에 맞지 않는 경우가 있었는데, 적도 기니는 "기"에, 파푸아뉴기니는 "뉴"에, 엘살바도르는 "살"에 맞추어 각각 입장했으며, 태국은 "타이"라는 이름을 사용하면서도 "타일랜드"에 맞추어 입장하였다. 그 외에 미국령 버진아일랜드와 영국령 버진아일랜드는 둘 다 "버"에, 서사모아와 미국령 사모아(아메리칸사모아)는 둘 다 "사"에 맞추어 각각 입장했다.
총합하여 160개국 8,391명이 개막식에 참가하였다. 남예멘(예멘 민주 공화국), 몰디브, 바누아투, 브루나이, 세인트빈센트그레나딘, 아루바, 아메리칸사모아(미국령 사모아), 쿡 제도는 최초로 올림픽에 참가하였다. 조선민주주의인민공화국과 동맹국 쿠바는 올림픽을 보이콧하였으며, 세이셸, 알바니아, 에티오피아는 IOC가 보낸 초대장에 답하지 않았는데 조선민주주의인민공화국과 연대한 것으로 추정되고 있다. 마다가스카르는 재정적 문제로, 니카라과는 내전으로 인해 참가하지 않았으며, 남아프리카 공화국은 아파르트헤이트 정책으로 인해 제외되었다.

## 목록
다음은 실제 입장 순서를 기준으로 나열한 선수단 목록이다. 국명은 개막식 입장 당시 기준으로 표기하였다. 명판과 입장 방송 사이의 주요 차이점은 다음이 있다.
- 미국의 영어 국명은 "the United States of America"로 방송되었으나 명판에는 "U.S.A."로 기재되었다.
- 중앙아프리카(중앙아프리카 공화국)의 영어 국명은 "Central African Republic"으로 방송되었으나 명판에는 "Central Africa"로 기재되었다.
- 이집트(이집트 아랍 공화국)의 영어 국명은 "Arab Republic of Egypt"로 방송되었으나 명판에는 "Egypt"로 기재되었다.
- 코트디부아르의 영어 국명은 "Ivory Coast"로 방송되었으나 명판에는 "Côte d'Ivoire"로 기재되었다.
- 콩고의 영어 국명은 "People's Republic of Congo"로 방송되었으나 명판에는 "Congo"로 기재되었다.
- 피지의 영어 국명은 "Fiji Islands"로 방송되었으나 명판에는 "Fiji"로 기재되었다.

| 순서 | 국가                                         | 영어명                       | 기수                       | 종목           |
| ---- | -------------------------------------------- | ---------------------------- | -------------------------- | -------------- |
| 1    | 그리스 (GRE)                                 | Greece                       | 하랄람보스 홀리디스        | 레슬링         |
| 2    | 가나 (GHA)                                   | Ghana                        | 존 마일스밀스              | 육상           |
| 3    | 가봉 (GAB)                                   | Gabon                        | 지젤 옹골로                | 육상           |
| 4    | 가이아나 (GUY)                               | Guyana                       | 앨프리드 토머스            | 복싱           |
| 5    | 감비아 (GAM)                                 | Gambia                       | 다우다 잘로                | 육상           |
| 6    | 과테말라 (GUA)                               | Guatemala                    | 카를로스 실바              | 사격           |
| 7    | 괌 (GUM)                                     | Guam                         | 리카도 블라스              | 유도           |
| 8    | 그레나다 (GRN)                               | Grenada                      | 애그니스 그리피스          | 육상           |
| 9    | 기니 (GUI)                                   | Guinea                       | 우스만 디알로              | 레슬링         |
| 10   | 적도 기니 (GEQ)                              | Equatorial Guinea            | 마누엘 론도                | 육상           |
| 11   | 나이지리아 (NGR)                             | Nigeria                      | 유수프 알리                | 육상           |
| 12   | 네덜란드 (NED)                               | Netherlands                  | 에릭 스빙컬스              | 사격           |
| 13   | 네팔 (NEP)                                   | Nepal                        | 크리슈나 바하두르 바스네트 | 육상           |
| 14   | 노르웨이 (NOR)                               | Norway                       | 그레테 바이츠              | 육상           |
| 15   | 파푸아뉴기니 (PNG)                           | Papua New Guinea             | 피니에 말라이비            | 역도           |
| 16   | 뉴질랜드 (NZL)                               | New Zealand                  | 이언 퍼거슨                | 카누           |
| 17   | 니제르 (NIG)                                 | Niger                        | 하산 카리모                | 육상           |
| 18   | 덴마크 (DEN)                                 | Denmark                      | 아네 그레테 옌센           | 승마           |
| 19   | 도미니카 공화국 (DOM)                        | Dominican Republic           | 후안 누녜스                | 육상           |
| 20   | 독일 민주 공화국 (동독) (GDR)                | German Dem. Rep.             | 울프 티머만                | 육상           |
| 21   | 독일 연방 공화국 (서독) (FRG)                | F. R. of Germany             | 라이너 클림케              | 승마           |
| 22   | 라오스 (LAO)                                 | Laos                         | 싯티사이 삭프라세트        | 육상           |
| 23   | 라이베리아 (LBR)                             | Liberia                      | 새뮤얼 버치                | 육상           |
| 24   | 레바논 (LIB)                                 | Lebanon                      | 토니 쿠리                  | 관계자         |
| 25   | 레소토 (LES)                                 | Lesotho                      | 노헤쿠 은테소              | 육상           |
| 26   | 루마니아 (ROM)                               | Rumania                      | 바실레 안드레이            | 레슬링         |
| 27   | 룩셈부르크 (LUX)                             | Luxembourg                   | 롤랑 야코비                | 사격           |
| 28   | 르완다 (RWA)                                 | Rwanda                       | 마티아스 은타울리쿠라      | 육상           |
| 29   | 리비아 (LBA)                                 | Libyan Arab Jamahiriya       | 사이드 파로크 알투르키     | 육상           |
| 30   | 리히텐슈타인 (LIE)                           | Liechtenstein                | 이본 엘쿠흐                | 사이클         |
| 31   | 말라위 (MAW)                                 | Malawi                       | 조지 맘보사사              | 육상           |
| 32   | 말레이시아 (MAS)                             | Malaysia                     | 노르딘 모하멧 자디         | 육상           |
| 33   | 말리 (MLI)                                   | Mali                         | 마마도 케이타              | 유도           |
| 34   | 멕시코 (MEX)                                 | Mexico                       | 에르네스토 칸토            | 육상           |
| 35   | 모나코 (MON)                                 | Monaco                       | 스테파니 오페르            | 사이클         |
| 36   | 모로코 (MAR)                                 | Morocco                      | 파우지 라흐비              | 육상           |
| 37   | 모리셔스 (MRI)                               | Mauritius                    | 나빈드 람사란              | 레슬링         |
| 38   | 모리타니 (MTN)                               | Mauritania                   | 우마 삼바 시               | 레슬링         |
| 39   | 모잠비크 (MOZ)                               | Mozambique                   | 세르지우 파피티느          | 수영           |
| 40   | 몰디브 (MDV)                                 | Maldives                     | 후세인 할림                | 육상           |
| 41   | 몰타 (MLT)                                   | Malta                        | 조애나 에이지어스          | 양궁           |
| 42   | 몽고 (몽골) (MGL)                            | Mongolia                     | 바드마냠부긴 바트에르데네  | 유도           |
| 43   | 미국 (USA)                                   | U.S.A.                       | 에벌린 애슈퍼드            | 육상           |
| 44   | 바누아투 (VAN)                               | Vanuatu                      | 올리베테 다루히            | 육상           |
| 45   | 바레인 (BRN)                                 | Bahrain                      | 아흐메드 하마다            | 육상           |
| 46   | 바베이도스 (BAR)                             | Barbados                     | 엘비스 포르데              | 육상           |
| 47   | 바하마 (BAH)                                 | Bahamas                      | 더워드 놀스                | 요트           |
| 48   | 방글라데시 (BAN)                             | Bangladesh                   | 바즐루 모하메드 라만       | 수영           |
| 49   | 버마 (BIR)                                   | Burma                        | 라트 자우                  | 복싱           |
| 50   | 버뮤다 (BER)                                 | Bermuda                      | 클래런스 손더스            | 육상           |
| 51   | 버진 제도 (미국령 버진아일랜드) (ISV)        | Virgin Isl.                  | 로버트 펠너                | 태권도         |
| 52   | 영국령 버진 제도 (영국령 버진아일랜드) (IVB) | British Virgin Isl.          | 윌리스 토드먼              | 육상           |
| 53   | 베냉 (BEN)                                   | Benin                        | 펠리시트 바다              | 육상           |
| 54   | 베네수엘라 (VEN)                             | Venezuela                    | 엘리사베트 포페르          | 탁구           |
| 55   | 베트남 (VIE)                                 | Vietnam                      | 응우옌딘민                 | 육상           |
| 56   | 벨기에 (BEL)                                 | Belgium                      | 디르크 크로이스            | 조정           |
| 57   | 벨리즈 (BIZ)                                 | Belize                       | 피츠제럴드 조지프          | 사이클         |
| 58   | 보츠와나 (BOT)                               | Botswana                     | 셰익스 쿠부이칠레          | 복싱           |
| 59   | 볼리비아 (BOL)                               | Bolivia                      | 카테리네 모레노            | 수영           |
| 60   | 부르키나파소 (BUR)                           | Burkina Faso                 | 소날리아 사그농            | 복싱           |
| 61   | 부탄 (BHU)                                   | Bhutan                       | 페마 체링                  | 양궁           |
| 62   | 불가리아 (BUL)                               | Bulgaria                     | 바실 에트로폴스키          | 펜싱           |
| 63   | 브라질 (BRA)                                 | Brazil                       | 와우테르 카르모나          | 유도           |
| 64   | 브루나이 (BRU)                               | Brunei Darussalam            |                            |                |
| 65   | 미국령 사모아 (아메리칸사모아) (ASA)         | American Samoa               | 마셀리노 마소에            | 복싱           |
| 66   | 서사모아 (SAM)                               | Western Samoa                | 헨리 스미스                | 육상           |
| 67   | 사우디아라비아 (KSA)                         | Saudi Arabia                 | 살라흐 알마르              | 관계자         |
| 68   | 사이프러스 (키프로스) (CYP)                  | Cyprus                       | 미할라키스 팀비오스        | 사격           |
| 69   | 산마리노 (SMR)                               | San Marino                   | 도미니크 찬티              | 육상           |
| 70   | 엘살바도르 (ESA)                             | El Salvador                  | 구스타보 만수르            | 레슬링         |
| 71   | 세네갈 (SEN)                                 | Senegal                      | 아마두 디아 바             | 육상           |
| 72   | 세인트빈센트 그레나딘 (VIN)                  | St. Vincent & the Grenadines | 오드 밸런타인              | 육상           |
| 73   | 소련 (URS)                                   | U.S.S.R.                     | 알렉산드르 카렐린          | 레슬링         |
| 74   | 소말리아 (SOM)                               | Somalia                      | 아부카르 하산 아다니       | 육상           |
| 75   | 솔로몬 제도 (SOL)                            | Solomon Isl.                 | 구스타베 만사드            | 선수단장       |
| 76   | 수단 (SUD)                                   | Sudan                        | 오메르 칼리파              | 육상           |
| 77   | 수리남 (SUR)                                 | Surinam                      | 레알도 예쉬륀              | 사이클         |
| 78   | 스리랑카 (SRI)                               | Sri Lanka                    | 다야 라자싱게 나다라자싱감 | 사격           |
| 79   | 스와질란드 (SWZ)                             | Swaziland                    | 시즈웨 시드니 음들룰리     | 육상           |
| 80   | 스웨덴 (SWE)                                 | Sweden                       | 아그네타 안데르손          | 카누           |
| 81   | 스위스 (SUI)                                 | Switzerland                  | 코르넬리아 뷔르키          | 육상           |
| 82   | 시리아 (SYR)                                 | Syria                        | 하페즈 엘후세인            | 육상           |
| 83   | 시에라리온 (SLE)                             | Sierra Leone                 | 바바 이브라힘 수마케이타   | 육상           |
| 84   | 싱가포르 (SIN)                               | Singapore                    | 앙 펭 시옹                 | 수영           |
| 85   | 아랍에미리트 (UAE)                           | United Arab Emirates         | 술탄 칼리파                | 사이클         |
| 86   | 아루바 (ARU)                                 | Aruba                        | 빅토르 마뒤로              | 유도           |
| 87   | 아르헨티나 (ARG)                             | Argentina                    | 가브리엘라 사바티니        | 테니스         |
| 88   | 아이슬란드 (ISL)                             | Iceland                      | 비아르드니 프리드릭손      | 유도           |
| 89   | 아이티 (HAI)                                 | Haiti                        | 데보라 생파르              | 육상           |
| 90   | 아일랜드 (IRL)                               | Ireland                      | 웨인 매컬로                | 복싱           |
| 91   | 아프가니스탄 (AFG)                           | Afghanistan                  | 모하마드 라지굴            | 레슬링         |
| 92   | 안도라 (AND)                                 | Andorra                      | 조제프 그라엘스            | 육상           |
| 93   | 안티과 (앤티가 바부다) (ANT)                 | Antigua                      | 조슬린 조지프              | 육상           |
| 94   | 네덜란드령 안틸레스 (AHO)                    | Netherlands Antilles         | 얀 부르스마                | 요트           |
| 95   | 알제리 (ALG)                                 | Algeria                      | 누레딘 타진                | 육상           |
| 96   | 앙골라 (ANG)                                 | Angola                       | 주앙 은티암바              | 육상           |
| 97   | 에스파냐 (스페인) (ESP)                      | Spain                        | 인판타 크리스티나          | 요트           |
| 98   | 에콰도르 (ECU)                               | Ecuador                      | 릴리아나 찰라              | 육상           |
| 99   | 영국 (GBR)                                   | Great Britain                | 이언 테일러                | 하키           |
| 100  | 예멘 민주 공화국 (남예멘) (YMD)              | Dem. Rep. of Yemen           | 사힘 살레흐 메흐디         | 육상           |
| 101  | 예멘 아랍 공화국 (북예멘) (YAR)              | Yemen Arab Rep.              | 압둘라 알샴시              | 레슬링         |
| 102  | 오만 (OMA)                                   | Oman                         | 압둘 라티프 알불루시       | 사격           |
| 103  | 오스트레일리아 (AUS)                         | Australia                    | 릭 찰스워스                | 하키           |
| 104  | 오스트리아 (AUT)                             | Austria                      | 후베르트 라우다슐          | 요트           |
| 105  | 온두라스 (HON)                               | Honduras                     | 산티아고 폰세카            | 육상           |
| 106  | 요르단 (JOR)                                 | Jordan                       | 무네이르 알마스리          | 레슬링         |
| 107  | 우간다 (UGA)                                 | Uganda                       | 패트릭 리한다              | 복싱           |
| 108  | 우루과이 (URU)                               | Uruguay                      | 헤수스 포세                | 조정           |
| 109  | 유고슬라비아 (YUG)                           | Yugoslavia                   | 마티야 류베크              | 카누           |
| 110  | 이라크 (IRQ)                                 | Iraq                         | 압둘 와하브 알리           | 탁구           |
| 111  | 이집트 (EGY)                                 | Egypt                        | 무함마드 코르셰드          | 사격           |
| 112  | 이탈리아 (ITA)                               | Italy                        | 피에트로 멘네아            | 육상           |
| 113  | 인도 (IND)                                   | India                        | 카르타르 싱                | 레슬링         |
| 114  | 이란 (IRI)                                   | Islamic Republic of Iran     | 모하메드 레자 투프치       | 레슬링         |
| 115  | 인도네시아 (INA)                             | Indonesia                    | 토니 마링기                | 탁구           |
| 116  | 일본 (JPN)                                   | Japan                        | 고타니 미카코              | 아티스틱스위밍 |
| 117  | 이스라엘 (ISR)                               | Israel                       | 이츠하크 요나시            | 사격           |
| 118  | 자메이카 (JAM)                               | Jamaica                      | 멀린 오티                  | 육상           |
| 119  | 자이르 (ZAI)                                 | Zaire                        | 디캉다 디바                | 육상           |
| 120  | 잠비아 (ZAM)                                 | Zambia                       | 새뮤얼 마테테              | 육상           |
| 121  | 중앙아프리카 (중앙아프리카 공화국) (CAF)     | Central Africa               | 피델 모힝가                | 복싱           |
| 122  | 중화인민공화국 (CHN)                         | P. R. of China               | 쑹타오                     | 농구           |
| 123  | 지부티 (DJI)                                 | Djibouti                     | 후세인 아메드 살레         | 육상           |
| 124  | 짐바브웨 (ZIM)                               | Zimbabwe                     | 제임스 곰베자              | 육상           |
| 125  | 차드 (CHA)                                   | Chad                         | 폴 응가자둠                | 육상           |
| 126  | 체코슬로바키아 (TCH)                         | Czechoslovakia               | 임리흐 부가르              | 육상           |
| 127  | 칠레 (CHI)                                   | Chile                        | 헤르트 웨일                | 육상           |
| 128  | 카메룬 (CMR)                                 | Cameroon                     | 프레데리크 에봉살          | 육상           |
| 129  | 카타르 (QAT)                                 | Qatar                        | 무함마드 알카비            | 요트           |
| 130  | 캐나다 (CAN)                                 | Canada                       | 캐럴린 월도                | 아티스틱스위밍 |
| 131  | 케냐 (KEN)                                   | Kenya                        | 패트릭 와웨루              | 복싱           |
| 132  | 케이맨 제도 (CAY)                            | Cayman Isl.                  | 앨프리드 에뱅크스          | 사이클         |
| 133  | 코스타리카 (CRC)                             | Costa Rica                   | 시그리드 니에아우스        | 수영           |
| 134  | 코트디부아르 (CIV)                           | Cote D'Ivoire                | 클레망 응고란              | 테니스         |
| 135  | 콜롬비아 (COL)                               | Colombia                     | 호르헤 몰리나              | 사격           |
| 136  | 콩고 (콩고 공화국) (CGO)                     | Congo                        | 장디디아스 베무            | 육상           |
| 137  | 쿠웨이트 (KUW)                               | Kuwait                       | 자셈 알도와일라            | 육상           |
| 138  | 쿡 제도 (COK)                                | Cook Isl.                    | 윌리엄 타라마이            | 육상           |
| 139  | 차이니스 타이페이 (중화 타이베이) (TPE)      | Chinese Taipei               | 리푸언                     | 육상           |
| 140  | 타이 (태국) (THA)                            | Thailand                     | 솜차이 찬타나윗            | 사격           |
| 141  | 탄자니아 (TAN)                               | Tanzania                     | 이카지 살룸                | 육상           |
| 142  | 터키 (튀르키예) (TUR)                        | Turkey                       | 네즈미 겐찰프              | 레슬링         |
| 143  | 토고 (TOG)                                   | Togo                         | 아코스 그날로              | 육상           |
| 144  | 통가 (TGA)                                   | Tonga                        | 시올롤로바우 이카부카      | 육상           |
| 145  | 튀니지 (TUN)                                 | Tunisia                      | 소피안 벤 레타이에프       | 탁구           |
| 146  | 트리니다드 토바고 (TRI)                      | Trinidad and Tobago          | 이언 모리스                | 육상           |
| 147  | 파나마 (PAN)                                 | Panama                       | 마누엘 구티에레스          | 수영           |
| 148  | 파라과이 (PAR)                               | Paraguay                     | 라몬 히메네스 가오나       | 육상           |
| 149  | 파키스탄 (PAK)                               | Pakistan                     | 나시르 알리                | 하키           |
| 150  | 페루 (PER)                                   | Peru                         | 로드리고 랑구나            | 관계자         |
| 151  | 포르투갈 (POR)                               | Portugal                     | 주앙 헤벨루                | 사격           |
| 152  | 폴란드 (POL)                                 | Poland                       | 보그단 다라스              | 레슬링         |
| 153  | 푸에르토리코 (PUR)                           | Puerto Rico                  | 헤수스 펠리시아노          | 야구           |
| 154  | 프랑스 (FRA)                                 | France                       | 필리프 리부                | 펜싱           |
| 155  | 피지 (FIJ)                                   | Fiji                         | 섀런 피커링                | 수영           |
| 156  | 핀란드 (FIN)                                 | Finland                      | 요우코 살로매키            | 레슬링         |
| 157  | 필리핀 (PHI)                                 | Philippines                  | 에릭 부하인                | 수영           |
| 158  | 헝가리 (HUN)                                 | Hungary                      | 버슈쿠티 이슈트반          | 카누           |
| 159  | 홍콩 (HKG)                                   | Hong Kong                    | 류 푸크 만                 | 탁구           |
| 160  | 대한민국 (KOR)                               | Korea                        | 조용철                     | 유도           |

## 같이 보기
- 2018년 동계 올림픽 나라별 기수